# 男色大鑑
『男色大鑑』（なんしょくおおかがみ）は、井原西鶴による浮世草子。1687年（貞享4年）4月刊行。全8巻、各巻5章、計40章。近代以降の男色蔑視から評価が低かったが、ボーイズラブによって評価が高まった作品である。

## 概略
8巻10冊本と8巻8冊本の2種類の板本がある。8巻10冊本は、本来8冊本で売るものをわざわざ分割して10冊に仕立てたものであり、読者や書肆の不興を買って製本し直されたため、残存数が極めて少ない。改題本に『古今武士形気』（5巻5冊、宝暦8年（1758年）正月刊行）がある。その内容は『男色大鑑』の巻2～巻5までの内容を改変したものである。
男色が題材の作品は、室町時代に『稚児物語』、江戸時代初期の仮名草子に『藻屑物語』『心友記』があった。西鶴は『好色一代男』『好色五人女』といった浮世草子で男色を取り上げており、『男色大鑑』刊行の3年前に女色だけを題材とした『諸艶大鑑』を刊行している。『諸艶大鑑』と対比的な作品が『男色大鑑』と位置づけられる。
内容としては、前半4巻20章が主に武家社会における衆道を取り上げており、総じて非職業的男色の世界であり、後半4巻20章は町人社会に属する職業的な歌舞伎若衆を取り上げている。作品全体を通じて、武家社会と町人社会という二つの社会において、習俗として公認されていた男色が総合的に描かれている。武家社会は戦国の余風として男色をたしなみ、しかも武士道における義理を男色のモラルとし、衆道（若衆道）と称するに至った。一方、歌舞伎界においては、元禄期まで若女方（わかおんながた）・若衆方など、若くて美貌の歌舞伎若衆は、早朝から夕刻までは舞台を勤め、夜は茶屋で客の求めに応じて男色の相手をするのがしきたりであった。
なお、男色における弟分である「若衆」は、18、9歳で元服して前髪を剃り落とすまでで、それ以後に月代（野郎頭）になってからは兄分である「念者」になるのが、武家社会・町人社会を通じての一般的なルールであった。

## 内容とあらすじ

### 巻一
一 色はふたつの物あらそひ
男色・女色の起源を説き、「男色ほど美なるもてあそびはなき」とし、男色にかかわる和漢の故事を引いて例証。ついで、四十二歳まで諸国をたずね歩き「衆道のありがたき事、残らず書き集め」た『若道根元記』を講説する男が登場、男色・女色の優劣を対比する二十三項を例示して「女を捨て男にかたむくべし」と強調し、多くの金銀を女に費やした一代男を難じて「ただ遊興は男色ぞかし」と結論する。序文の意を補い、意図的に女色をおとしめ男色を称揚して読者の気を惹き、本書の導入とする序章。
二 この道にいろはにほへと
京の大町人の息子でありながら、女嫌いに徹して「加茂の山陰」に隠棲、時に女の姿を見かける北側の窓をふさいで、美少年のみを相手に「手習ひ屋」を開く「一道」なる男がいた。そこに通う篠岡大吉と小野新之助は、ともに九歳の若年ながら、すでに男色のたしなみが深い。その二人の美少年は、八十余歳の念仏の行者が自分たちに「後世を取りはづ」うほどの執心と聞いて、行者を訪れ思いを晴らさせるが、再び訪れると行者は身を隠していた。その後、新之助が十四歳で死ぬと、大吉は深く嘆いて出家した。
三 垣の中は松楓柳は腰付
大隅の浪人橘十左衛門の一子玉之助は、田舎には稀な美少年、江戸に出て奉公を望む。会津の太守の小姓となって会津に来た玉之助は、殿の御前の蹴鞠の折に発病、半年ほど病臥する。その間、日に三度ずつ見舞って真情を示した笹村千左衛門と男色関係となるが、それが殿に「もれ聞こえ」て二人は閉門を命ぜられる。二人は切腹を願い出るが、玉之助に元服を仰せ付けられるのみの殿の温情。感激した二人は、二十五歳まで音信不通、会っても言葉を交わさず御奉公を勤めた。
四 玉章は鱸に通はす
出雲の家中の増田甚之介は文武兼備の美少年、同じ家中の森脇権九郎は、十三歳の甚之介に憧れ、人目を忍んで松江の鱸の口に恋文を入れて送り、深い男色の契りを結んで二年余りが過ぎた。同家中の「末の奉公人」半沢伊兵衛が甚之介に恋慕、甚之介はそれを権九郎に語るが、権九郎はまともに取り合わない。怒った甚之介は、権九郎の不義をなじる長文の遺書を送った後、半兵衛との果たし合いに臨む。驚いた権九郎は甚之介の助太刀に来て、ともに半兵衛の一党十六人を切り退け、近所の永運寺の住持をたのみ切腹の沙汰を待つが、殿の温情で許されることになった。
五 墨絵につらき剣菱の紋
鹿児島の新参の侍島村大右衛門は、剣菱の紋所だけを記した手紙と毒薬の入った文箱を石仏の前に置く怪しい下人を捕らえた。剣菱の紋は春田丹之介のものだったが、その文箱は、丹之介に恋慕して振られた岸岡竜右衛門が仕組んだもの。罪に落とされかけた丹之介は、大右衛門の機転によって難儀を救われた。その後丹之介は、偶然その身の難儀を救ったのが大右衛門であると知り、二人は念友の関係となる。大右衛門は、丹之介の屋敷の裏の大河を泳ぎ越えて通っていたが、ある時、大鳥と間違えられて、弓稽古の若侍に射殺されてしまう。その矢に記された藤井武左衛門という名から敵を知った丹之介は、武左衛門を大右衛門の墓前に連れ出し、相討ちで果てた。

### 巻二
一 形見は二尺三寸
さる大名の寵童中井勝弥は十八歳、殿の寵が他に移り、自害を思って反古を整理中、母の遺書を見出し、父の敵が吉村安斎と名を変え、筑後柳川の辺りにいることを知る。殿に敵討ちを願い出て許され、寛永九年十月十二日に下人五人と出発、京で物乞いに落ちぶれている片岡源介に出会う。実は勝弥を慕う源介は身をやつして、陰ながら勝弥の敵討ちを助けようとしていたのである。柳川で勝弥は、めでたく敵を討つが、源介の助力が多大であったことを知って、ともに江戸に帰り、殿に報告。殿も喜び、源介に三百石を加増、そのうえ勝弥を与えた。
二 傘持つてもぬるる身
身をぬらしても母が内職で作った傘を用いない孝心厚い美少年長坂小輪と出合った堀越左近に推挙され、小輪は明石の殿の寵童となるが、殿に可愛がられるのは本意ならずと公言する意気地を持っている。ある夜、古狸の怪異を退治、一層殿の気に入られるが、神尾惣八郎を念友とし、殿の寝所の次の間で契る。その事を「かくし横目」金井新平に見出され、小輪は殿に長刀で両手を打ち落とされ、首を切られて成敗される。一方、惣八郎は、新平の両手を切った後にとどめをさし、小輪の墓前で、小輪の定紋を腹に切り込み、切腹して果てた。
三 夢路の月代
無類の美少年好きの丸尾勘右衛門という剣術使いは、奈良の薪能の稚児若衆に堪能した次の日、郡山家中の多村三之丞という美少年と知り合い、送り送られして道すがら堅い念友の契りを交わし、三月一、二日に再会を約すが、二月二十七日に死んでしまう。三之丞は、それを知らずに訪れ、勘右衛門の供養をしていた左内に事情を聞き、勘右衛門の代りに左内と契りを結ぶ。その夢の中に勘右衛門が現れ、三之丞の鬢付きを剃り直してくれたが、夢がさめると、三之丞の月代は本当に剃られていた。
四 東の伽羅様
仙台の薬屋小西の十助の店先からもれる伽羅の香りにひかれて伴の市九郎という津軽町人は足をとめた。この男は、衆道ぐるいに江戸に行こうとするところ、その姿に十助の子の十太郎が一目惚れ、狂気のごとくなって病に臥した。臨終も近い時、市九郎が来ると夢現にいう。市九郎が病床に招かれると、十太郎は元気回復、魂は市九郎に従って旅をしていたといい、その証拠にと幻の契りの折に渡した伽羅の割欠けを出す。それを市九郎所持の割欠けと継ぎ合わせると一つになったので、縁の深さを感じた市九郎は、十太郎を貰い受けて津軽へ下っていった。
五 雪中の時鳥
江戸桜田辺の大名の若殿がひどい疱瘡にかかった。時鳥の羽でなでればいいと言われたが、折悪しく冬で手に入らない。時鳥を飼う浪人島村藤内がいるのを聞き、お局の明石が使いに立つが、女嫌いの男はそれを追い返す。御小姓組の金沢内記・下村団之介なる二人の美少年が、命をかけて二羽の時鳥を貰い受け、屋敷の首尾はすむ。その夜、礼に訪れた二人は、「色道の念比」を願うが、藤内は「志の程も知れがたし」と拒む。が、切腹の用意までして来た二人の潔さを知った藤内は、二人に謝り、二人との衆道を取り結んだ。

### 巻三
一 編笠は重ねての恨み
契った男の数だけ鍋をかぶって女が神幸に供奉する筑摩祭を見物していた時、叡山根本中堂の阿闍利の寵童蘭丸の編笠の上に編笠をかぶせ、蘭丸に別の念者がいるのを諷した男がいた。井関貞助である。確かに蘭丸には、髪結いの白鷺の清八という念者がいたのだが、衆人環視の中で恥辱を受けた蘭丸は、清八にさりげなく別れを告げ、貞助を討果たすものの、法師たちに捕らえられる。難儀する蘭丸を清八が救い出し、二人は行方知れずになった。三年も過ぎた頃、鎌倉鶴岡八幡で修行者姿の二人が尺八を吹いているのを見たという人がいた。
二 嬲りころする袖の雪
伊賀の国守の小姓山脇笹之介は、すこぶる機転のきく美少年だったが、追鳥狩の折に、伴葉右衛門が庭籠鳥を下男に放させて笹之介に獲らせようとしたことを縁に男色関係を結んだ。西念寺の返り咲きの花見の時、葉右衛門が別の美少年の盃を受けたことを知って嫉妬した笹之介は、次に葉右衛門が訪れて来た時、厳冬の庭に立たせて入れなかったばかりか、雪の降る中で裸になるのを命じたりしてなぶり続けたので、葉右衛門は衰弱して死んでしまい、それを見た笹之介も切腹した。実は、寝間には床に二つ枕、酒盛りの準備までしてあったのだが･･････。
三 中脇指は思ひの焼け残り
駿河府中の京物棚の一子万屋久四郎と深い念友関係にあった半助は、はかなくも死んだ久四郎の遺骨を高野山に納めに行く。高野山の千本の槙の奥まで来ると、久四郎の死霊が現れ、中脇差を渡し、「これは自分の棺桶に入れた脇差だが、さる侍の重代の刀を取り違えて入れたもの、すぐ親元に返してくれ」という。府中に帰ると、久四郎の両親が侍から脇差の返還を迫られて難儀をしている最中。半助が脇差を渡し、その時の様子を語ると、皆々驚き、感嘆した。
四 薬はきかぬ房枕
何某の侍従に仕える伊丹右京は、見るもまばゆい美少年、それを慕って母川采女は恋煩いの床に臥す。采女の念者志賀左馬之助が取り持ち、采女は快気する。一方、新参の細野主膳も右京を慕い、茶坊主を仲立ちにして口説くが相手にされず、右京を恨んで討とうとする。寛永十七年四月十七日の夜、右京は逆に主膳を討つが、浅草の慶養寺で切腹を命ぜられる。事情を聞いた采女は、右京切腹の場に駆けつけ、その場で同じく切腹。左馬之助も遺書を残し、初七日の日に自害した。
五 色に見籠むは山吹の盛り
血気盛んな若侍田川義左衛門は、大名の寵童奥川主馬を見染め、後をつける。大名が参勤交代で江戸と出雲を往復する時も後を慕い、三年後には物乞いに落ちぶれて主馬の屋敷の門前に通った。主馬は、刀の試し斬りと偽って義左衛門を呼び入れるが、見染めて以後の恋の思いが記された七十枚もの書き物を見て心を打たれる。主馬は、それを持って登城、このままでは不義に落ちるからと切腹を願い出るが、大名は閉門を命ずるのみ。その間に二人は思いを遂げるが、二十日目には閉門も許し、義左衛門を江戸へ送れとのみのありがたい仰せ。義左衛門は、葛城山の近くに隠棲、夢元坊と称して心清く過ごした。

### 巻四
一 情に沈む鸚鵡盃
かつては島原一の大臣客といわれた新在家の長吉が、遊女狂いをやめて、公家方の十六歳の美女藤姫に惚れ込み、妻として熱愛した。金のあるのに任せて、思いのままの華美な暮らし、桃の節句には鸚鵡貝の盃流しなどをしたりして、誠に華清宮の楽しみというべき栄華を尽していた。ところが、懐妊した藤姫が急死する。深く嘆いた長吉は出家しようとするが、親類に止められ、百日もたたぬうちに藤姫以上の美女を送られるが、長吉は、もはや女には飽きたと見向きもせず、その後は小姓を置いて男色に転じてしまった。
二 身替りに立つ名も丸袖
金沢の野崎専十郎は、女と見まごう風俗ながら心根強く、命を何とも思わぬ美少年。専十郎には、人知れず深い男色関係にある竹島左膳という念者がいた。その専十郎に今村六之進が恋慕して口説くが聞き入れられず、左膳との念比を知って無理にも左膳から貰い受けようとする。専十郎は六之進に「左膳を討てば言う事をきく」と偽り、左膳の身代わりとなって六之進に討たれる。それを知った六之進は、専十郎に変装し、「六之進と専十郎があなたを裏切った」と下男に注進させて押しかけ、左膳に斬られる。事実を知った左膳も六之進の死骸に腰かけて自害した。
三 待ち兼ねしは三年目の命
和歌山に隠れなき美少年菊井松三郎は、瀬川卯兵衛と深い男色関係にあった。竜灯見物の折の誤解も解け、二人は一層親しみあっていたが、卯兵衛の友人横山清蔵が横恋慕、松三郎を譲れと迫る。卯兵衛の迷惑これに極まり、決闘を決意するが、清蔵の申し出により、松三郎が元服する三年後に果たし合いをすることを約し、親しく交わりつつ平穏な日々を送る。三年後の十月二十七日、卯兵衛と清蔵は野寺に行き、位牌も用意して刺し違えて死んだ。事情を知った松三郎は、出家して二人を弔うことを勧められたにもかかわらず、潔く自害した。
四 詠めつづけし老木の花の頃
江戸谷中の門前筋に住む二人の老人、いい後生友達かと思われたが、実は、昔筑前の城下で美少年の名も高き玉島主水と武芸の達人豊田半右衛門の二人が、主水に横恋慕した男を討ち果して世間をはばかり隠れ住んでいたのだった。二人は今六十三歳と六十六歳、それでも昔に変わらぬ心情を持って深く心を交わし合い、女の顔を見ずにこの年まで過ごして来た。折柄三月、上野の花見に来てにわか雨にあい軒先を借りた女たちが、家の中をのぞくと、手元の竹箒をひっさげて追い払うほど。広い江戸にも稀な女嫌いであった。
五 色噪ぎは遊び寺の迷惑
尾張熱田神宮の神主大中井兵部太夫の一子大蔵と、高岡川林太夫の子外記とは、深い男色の契りを結び、いつも二人一緒だった。ある時、若衆友達大勢が寺に集まり、住持の留守を幸いに、芸尽くしなどで大騒ぎ、その後、歌舞伎狂言の真似をしていた時、外記が誤って大蔵の首を打ち落としてしまう。外記は自害しようとするが止められる。大蔵の親兵部太夫は、我が子の事は外にして国守に外記の命乞いをし、外記の許嫁であった娘とともに貰い受けて祝言させ、家を譲って親子の語らいをなした。

### 巻五
一 泪の種は紙見世
昔は舞台子の花代も金一歩（銀十五匁）と安かったが、妙心寺関山国師三百五十回忌の折に諸国の裕福な僧が集まり役者買いをした時から銀一枚（約四十三匁）と定まって、今に至っている。さてその頃、村山座の花形役者藤村初太夫は、東山の花見帰り、酔った男にからまれて難儀しているところを、いろはの十郎右衛門の見事なさばきで救われた。それが縁となり、二人は二年余り深い契りを結ぶが、親戚と継母に疎まれた十郎右衛門は行方知れずになる。初太夫は引き籠って役者もやめ、一時紙見世を出すが、十九歳で出家して高野山に隠棲、はるか後、十郎右衛門が天の橋立で死んだことを知って、ねんごろに弔った。
二 命乞ひは三津寺の八幡
若衆歌舞伎時代の塩屋九郎右衛門座の平井しづまは、末代にもあるまじき美少年。ある時、長崎商いで成功した堺の七十余歳の老人が、その芝居を見物、茶屋の亭主に頼み、しづまへの思いを遂げさせてくれという。しづまが応じ、老人と茶屋で出会うと、老人は恋煩いの息子に会ってくれと頼む。承知して待つしづまの前に現れたのは十四、五歳の美少女、意外だったが一夜の契りを込めて別れた翌日、女は病死した。七日後それを聞いてしづまも病となり、三津寺に祈って命乞いをしたが、その日の夕刻に死んだ。
三 思ひの焼付は火打石売り
玉川千之丞は小唄も芸もすぐれた名女方、十四歳で都の舞台を踏んで四十二歳の大厄まで振袖を着て、一日も見物人に飽かれることがなかった。そのため千之丞におぼれて家財を蕩尽した人も多かったが、尾州に隠れなき三木と呼ばれた風流男もその一人、行方知れずになった後、拾い集めた火打石を売って五条河原を宿とする物乞い暮らし。それを知った千之丞は、河原を訪ねて三木に出会い、情けをかけるが、三木はいずくかへ身を隠してしまう。それを嘆いた千之丞は、残った火打石を集めて塚を築き、法師に守らせた。それをある人が、新恋塚と名づけたという。
四 江戸から尋ねて俄坊主
高野山と山続きの玉手の里の老和尚の弟子可見という美僧は、もと江戸の人気役者で芸にもすぐれた玉村主膳、三年ほど草庵を結んで修行に励んでいた。そこに江戸で抱えていた浅之丞が訪ねて来たが、一夜語らい、もてなすだけで関東へ帰らせてしまう。浅之丞は、一度関東に帰った後、元結を払って再訪、主膳とともに修行に励む。浅之丞に恋していた村娘も、その出家姿を見て狂気するが、心をおさめて自ら髪を切って出家する。その後、山本勘太郎という美少年も、竜田の紅葉見の帰りに主膳・浅之丞を訪れ、その殊勝さを見て出家した。
五 面影は乗掛の絵馬
都の男はもとより、人の女や娘に恋死にの思いをさせた玉村吉弥は、春狂言の仕組に行く途中、自分をじっと見つめる田舎男がいるのに気づき、手元の楊枝を男の袖口に投げ入れて喜ばせた。男は狂乱の心となり、金さえあればこの恋も叶うと思って、ただちに本国佐渡島に帰り、金銀をため、金山を掘り当てて大金持ちとなり、五年後に都に上った。吉弥はもはや若衆姿をやめ、元服して大きな男になっていたが、男は昔に変わらぬ心ざしに感じ、一生暮らしに困らぬほどの大金を与えて、佐渡に帰った。

### 巻六
一 情の大盃潰胆丸
身体つきも物腰も女らしく、舞も拍子もすぐれた若女方の伊藤小太夫は、都で抜群の人気だったが、美道の意気をおろそかにせぬ若衆だった。春の日暮れ、身をやつした三十一、二歳の女の不審なふるまいを見て訳を尋ねると、「夫が小太夫に恋煩い、今は零落して死の床にある。何か小太夫の物を見せてやりたい」という。その場の者が定紋付きの緋無垢を渡し、それを知った小太夫は、その人に会おうと狂乱のようになるが、女は翌日、夫が小太夫の緋無垢を見て満足して死んだと涙ながらに話したので、皆感じ入った。
二 姿は連理の小桜
小桜千之助は、身持も固く芸達者、愛敬の備わった若衆だが、荒木与次兵衛座の舞台に高下駄の行者姿で登場、長台詞を見事に語った。浮気男どもが、千之助の持つ木の枝に思い思いの恋文を結びつけたが、中にも二十四、五歳の頬被りした男の文は、真情のあふれたものだった。千之助が、その男を訪ね、思いを遂げさせてやると、男は感激して、脇差を抜きもあえず腕に二、三か所傷つけて心中を示し、その後はどこかへ身を隠してしまったという。これは千之助の草履取りに聞いた本当の話だ。
三 言葉とがめ耳にかかる人様
生国は石見の浜田の浪人が、滝井山三郎を慕い、絞り煙草入れを売った金で毎日木戸銭を払い、その舞台姿を見つめていた。ある舞台で山三郎が台詞を間違えたとき、それをなじる男があり、浪人と口論となって芝居は滅茶苦茶となった。その帰りがけ、浪人は、その悪口した男を斬り、偶然山三郎の草履取りの裏棚に逃げ込む。これが縁となって、浪人と山三郎は衆道の契りを結ぶが、浪人が母親の懇請で浜田に帰った後に、音信が絶えたことを嘆いた山三郎は床に臥し、十九歳で亡くなった。
四 忍びは男女の床違ひ
女方の元祖と称された初代上村吉弥は、今流行る吉弥結びを工夫したことでも知られるが、ある時、高貴なお方から、舞台姿そのままで屋敷へ参るようにと招かれた。厳しい警備を女ということで通過、奥まった高雅な一室へと導かれて行ったが、侍女たちは吉弥を見て大騒ぎ。主人らしき官女と盃を交わし始めた時、その兄君の当主が帰還した。吉弥を「歌舞の女」とごまかそうとするが、当主に召し上げられる。吉弥は困って女鬘をとると、これはなおよしと可愛がられることになった。妹君の方は、さぞがっかりしたことだろう。
五 京へ見せいで残り多いもの
貞享三年の春、『他力本願記』の仕組が大当たり、大坂周辺の農村からも大勢の見物客が集まったが、それは皆鈴木平八一人がお目当てだった。その中でも大家の娘と思しき美女は、平八をじっと見つめたまま、平八の楽屋入りを見送ると同時に気絶した。作者（西鶴）はその娘に気付け薬を与えて介抱、無事帰宅させたが、そのまま娘は病臥、三月八日に亡くなった。その日平八は、坂田銀右衛門方で竹本義太夫・伊織らの浄瑠璃を聞いて帰宅したが、夕暮から病に伏して衰弱し始め、閏三月八日には「幻に美女が見える」と言って息を引き取った。享年二十三歳、何とも惜しまれることだ。

### 巻七
一 蛍も夜は勤めの尻
村山又兵衛座の太夫子吉田伊織・藤村半太夫の二人は、容貌も芸も客あしらいも今の世界に又とない役者、とはいえ、勤め子にも太鼓持同様それぞれに苦労は多い。ある夜、半太夫は常連客から大鶴屋の二階座敷に招かれていたが、窓から蛍が二つ三つその袖にとまった。蛍も尻でもてはやされるなどとからかわれているうち、その蛍は、半太夫に思いをかける道心者が放したものとわかる。せめては盃をという声を聞いて足早に立退いた道心者は、足を滑らして増水した川に落ち、死んでしまう。後、半太夫は出家するが、その道心者は夜ごと夢に現れ、しみじみと話を交わした。
二 女方もすなる土佐日記
道頓堀畳屋町に開店したばかりの井筒屋という扇屋は、松島半弥が引退して開いた店だが、若衆盛りでの引退はいかにも惜しい。まして半弥は、客あしらいが抜群、美形でセンスもよく機転もきき、古今に稀な女方だったのだから。荒木座に抱えられて出演していた時、田舎めいた男が舞台に上がり、脇差を抜いて小指を切り落とし、半弥に心中立てをした。半弥は慌てず対応し、その夜、男と盃を交わし、また会うまでの形見として袷と中脇差を贈った。男は土佐へ帰る船旅の途中、半弥を思うあまりに狂乱し、貰った脇差で自害してしまった。
三 袖も通さぬ形見の衣
道頓堀心斎橋の人形屋新六は、旅中に行き暮れ、丹波の子安の地蔵堂で夜を過ごしたが、そこに切戸の文殊が現れ、今夜、道頓堀の楊枝屋に生まれた男の子は、芸子になって十八歳の正月二日に早死にすると予言するのを聞く。帰ってみると、その日楊枝屋に男の子が生まれていた。その子は十三歳からその道に入り、戸川早之丞と名乗って大和屋甚兵衛座に出て評判をとったが、役者仲間の念者に溺れて客を大事にしなかったため、極貧の状態となった。大晦日に借金を払えず、芝居衣裳を取り戻され、初芝居に着ていくものもないのを恥じて、正月二日に自害して果てた。
四 恨みの数をうつたり年竹
村山座の玉村吉弥は盛りの若衆、客に誘われて伏見の城山に初茸狩りに行き、日暮れにさる草庵に立ち寄った。その庵主の所に、わからぬ年齢を正直に知らせる年竹なるものがあり、若衆たちの年穿鑿をするが、若衆は皆、年を隠しているもの、二十二歳の庵主より若い者は一人もなかった。初茸の塩焼で酒宴となったところに、強面の男伊達が闖入、吉弥に盃を無理やり所望する。吉弥は巧みに男をあしらい、酔って寝た男の釣髭と片鬢を剃って土産に持ち帰り、笑いの種とした。
五 素人絵に悪や金釘
堺の裏の地引き網を見ようと、岡田左馬之助に誘われて出かけたが、途中で那波屋と嵐三右衛門らの一行と出会い、さらに上村辰弥なども加わる。堺の中浜で酒宴、極上の気分の時、美少年の姿に金釘を打ち付けた檜板が流れてくる。これは筑前の男が、失恋した若衆を恨んで作り、海に投げ入れたもの、左馬之助は若衆に同情、その釘を抜き捨てた。その後、南宗寺を見学、乳森の遊女町も見て大坂に戻り、夜は荒木与次兵衛座の稽古で若衆たちの見事な素顔に堪能した。

### 巻八
一 声に色ある化物の一ふし
藤田皆之丞は高貴な御婦人方に何度も惚れ込まれたが、女色にふけることのない篤実な若衆、この美少年を連れて京の涼みに出かけた。石垣町の大鶴屋の二階から見渡せば、まさに都といった風情、涼みの様子を眺めていると、茶屋の棟に不思議な美女が現れて、誰とも知らず人を招いたが、その相手は皆之丞のようだった。せめては盃事をと皆之丞に無理に飲ませて軒に盃を投げると、女は嬉しげにいただいてから盃を投げ返したが、どうもこの辺に隠れなき井筒屋の娘のようだった。
二 別れにつらき沙室の鶏
昔の松本名左衛門、中頃に宮崎伝吉、現在の峰野小曝は、その時々の美少年の代表、見とれながら飲んだことを今も身にしみて忘れないが、中にも小曝は、衣裳に豪奢な新趣向をこらして若衆の手本となった。役者たちの慰みも種々、その時々に変わるものだが、小曝は沙室の闘鶏を好み、三十七羽の鶏を飼って自慢にしていた。ある夕暮に憎からぬ客が訪れ、しめやかに語らっているうち、鶏が一斉に泣き出し、客は名残を惜しんで帰って行った。「恋の邪魔をする鶏め」と小曝は、一羽も残さず追い払った。
三 執念は箱入りの男
備前の人が上京してきたので、菱屋六左衛門の二階座敷を借り、竹中吉三郎・藤田吉三郎など古今に稀な者を相手に楽しく飲んでいたところに、誰からとも言わず進物を入れた箱が届けられた。酒宴が終わった後、その箱から「吉三、吉三」と呼ぶ声がする。開けてみると角前髪の人形、添え状の説明によれば、この人形に魂が入り、両吉三郎を恋い慕う故に届けるとの由。一座の物に驚かぬ男が、「両人に思いをかける見物は数多く、とても人形の思いなど叶わぬ」と説得すると、人形も納得してあきらめたようだった。
四 小山の関守
天和三年四月、藤井寺の開帳があり、重という人に誘われて出かけた。その日は鳴物停止の日で役者たちは隙、大勢の若衆も参詣に来た。小山の里に宿を借りて酒宴をしながら役者たちの品定めをする趣向で楽しんだが、十六人の若衆のうち最上は上村辰弥ということになった。この辰弥にはこんな話もある。ある座敷で客が、「心中立てに指を切ることはできまい」と何心もなくいうのを聞いた辰弥は、ただちに脇差で親指を押し切り、これを肴にと投げ出して、その後も上機嫌で遊んだ。皆々感嘆したことだった。
五 心を染めし香の図は誰
この前、大坂箕面の勝尾寺の開帳があり、大和屋甚兵衛を誘って参詣したが、途中、北中島の宮の森で休んでいると、十五、六歳の大家の娘らしい美少女が、お供とともにやって来た。それまで何気なく歩いてきた女は、甚兵衛を見ると顔を赤らめ袖をかえしてみせた。そこには甚兵衛の香の図の定紋が染め込まれていた。これは出来心とは思われぬが、女は駕籠に乗せられて去った。その夜は桜塚の落月庵で俳諧を興行し、皆々道頓堀に戻った。

## メディアミックス
コミックス
- 『男色大鑑-武士編- (B's-LOVEY COMICS) 』（KADOKAWA 2016）ISBN 978-4047341067
- 『男色大鑑-歌舞伎若衆編- (B's-LOVEY COMICS) 』（KADOKAWA 2016）ISBN 978-4047341579
- 『男色大鑑-無惨編- (B's-LOVEY COMICS)』（KADOKAWA 2016）ISBN 978-4047342965
- 『男色大鑑 改』九州男児（Kobunsha BLコミックシリーズ）
  - 巻六の三『言葉とがめ耳にかかる人様』の改編。各・電子書籍版
  - 巻五の四『江戸から尋ねて俄坊主』の改編。
  - 巻四の四『詠めつづけし老木の花の頃』の改編。

現代語訳
- 『男色大鑑』 富士正晴訳（角川ソフィア文庫、2019）ISBN 978-4044004927（改訂再刊、抄訳）
- 『全訳 男色大鑑〈武士編〉』（文学通信 2018）ISBN 978-4909658036
- 『全訳 男色大鑑〈歌舞伎若衆編〉』（文学通信 2019）ISBN 978-4909658043
- 昭和期に明治書院と小学館『西鶴全集』で現代語訳が刊行